# Chánh Phú Hòa
Chánh Phú Hòa is een xã van huyện Bến Cát, een huyện in de provincie Bình Dương.
Chánh Phú Hòa ligt in het oosaten van het district en grenst in het westen aan thị trấn Mỹ Phước, de hoofdplaats van het district. In het oosten grenst Chánh Phú Hòa aan Tân Uyên. De afstand tot het centrum van Ho Chi Minhstad bedraagt ongeveer veertig kilometer.
De oppervlakte van Chánh Phú Hòa bedraagt ongeveer 46,44 km². Chánh Phú Hòa heeft 9248 inwoners.